# Simfonia núm. 3 (Brahms)
La Simfonia núm. 3 en fa major op. 90 de Johannes Brahms va ser composta l'estiu de 1883 a Wiesbaden, gairebé sis anys després d'haver acabat la Segona Simfonia. Va ser estrenada el 2 de desembre de 1883 per l'Orquestra Filharmònica de Viena, sota la direcció de Hans Richter que la va considerar com l'Eroica de Brahms (al·ludint a la Tercera Simfonia de Beethoven), amb gran èxit.
Mentrestant, Brahms ja havia compost algunes obres mestres, entre les que cal esmentar el Concert per a violí, les dues obertures, i el Concert per a piano núm. 2.
La Tercera Simfonia està basada probablement en esbossos d'anys anteriors. Un dels seus motius principals s'inspira en la transposició musical de les inicials d'una frase que ell s'estimava molt: "Frei aber froh" (lliure però feliç, FAF, és a dir: fa-la-fa, tot i que realment la segona nota és la bemoll).

## Moviments
La simfonia té quatre moviments, amb una durada total de 40 minuts:
1. Allegro con brio
2. Andante
3. Poco Allegretto
4. Allegro

## L'ambient musical vienès a finals delseglexix
Des de finals del segle xviii, la ciutat de Viena havia adquirit un important prestigi com a centre de la cultura musical de l'època. Això era degut principalment per la convivència, en diferents moments, de tres dels compositors més importants (si no els que més) del Classicisme (segona meitat del segle xviii): Haydn, Mozart i Beethoven. Però el model aristocràtic que estava present fins llavors, i que era mecenes i protector cultural, va anar canviant sobretot amb la invasió napoleònica del 1809 que tractà d'exportar-hi els ideals Il·lustrats que havien inspirat la Revolució Francesa de 1789. Així, mentre músics com Beethoven (Haydn i Mozart ja havien mort) encara depenien de l'aristocràcia, d'altres com Franz Schubert, no.
D'aquesta manera van sorgir institucions com la Gesellschaft der Musikfreunde [Societat d'amics de la Música] que assumiren les funcions d'impulsors de l'ambient musical. Aquesta associació, nascuda el 1814, significava l'aliança entre la vella aristocràcia, que fins llavors gaudia de la música de forma elitista, i una representació del creixent públic de classe mitjana (entre ells les classes altes jueves de banquers). I va patrocinar concerts, un arxiu, un conservatori entre d'altres. 
Altres factors que demostren la importància de la música dins la societat vienesa trobem fets com una important infraestructura d'editors de música així com de constructors d'instruments així com el sorgiment de diverses publicacions periòdiques especialitzades com la “Wiener Journal für Theater, Musik und Mode” o la “Wiener Theater Zeitung”. 
Tot i aquesta incorporació de les classes més “populars” a la vida musical, aquesta es trobava encara sota l'ombra dels tres compositors anomenats anteriorment. Curiosament, les classes benestants, eren musicalment cultivades i, per això la música instrumental s'associava com un fet de distinció social, d'ascens, que es mantenia encara en aquest període.
Cal afegir que també hi hauria intents de crear orquestres estables de professionals al marge de la de l'òpera i de les corts. A tall d'anècdota, dels intents que es van fer, el que va cristal·litzar amb més força i de forma definitiva, tot i que ja traspassat la meitat del segle, va ser la Wiener Philharmoniker que encara avui perdura com una de les orquestres més importants del món i com hem dit, va ser la que va estrenar l'obra que ens ocupa (així com l'anterior simfonia de Brahms el 1877). Aquestes orquestres barrejaven en el seu programa tant recuperació de música que ells en deien històrica com música dels seus contemporanis. I, aquest interès per la música culminà amb la construcció de l'actual casa de la Wiener Philharmoniker, el Musikverein [Club de Música].
D'altra banda, la música també servia a la societat com un mitjà d'expressió per evitar la censura o el posicionament ideologicopolític.
Concretant, podem dir que els trets que van fer de la ciutat austríaca una font de cultura musical van ser diversos. Per exemple, l'existència d'una tradició de cors amateurs important, la redefinició de l'educació musical (en centres com el conservatori impulsat per la Gesellschaft der Musikfreunde), la presència d'escrits de tota classe dedicats a la música de forma constant en publicacions periòdiques i llibres, la creació d'un “cànon” en el repertori i també la professionalització dels musicòlegs.

## Miscel·lània
El famós tema del tercer moviment va aparèixer a la pel·lícula Aimez vous Brahms? d'Anatole Lidvak, al documental de la BBC The Century of the Self d'Adam Curtis, i també s'usa a la cançó Baby alone in Babylone de Serge Gainsbourg.